# 2-甲基苯甲醛
2-甲基苯甲醛是一种有机化合物，分子式为CH3C6H4CHO。它是一种无色液体。

## 用途和出现
在其众多的反应中，2-甲基苯甲醛会与吡咯发生BF3诱导的罗斯曼缩合反应，生成四(邻甲苯基)卟啉的阻转异构体。
它是汽车尾气的主要苯甲醛成分之一。